# Lengyel női kézilabda-válogatott
A lengyel női kézilabda-válogatott Lengyelország nemzeti csapata, amelyet a Lengyel Kézilabda-szövetség irányít.

## Részvételei

### Nyári olimpiai játékok
Nyári olimpiára még nem jutott ki a válogatott.

### Világbajnokság
- 1957: 7. hely
- 1962: 7. hely
- 1965: 8. hely
- 1971: Nem jutott ki
- 1973: 5. hely
- 1975: 7. hely
- 1978: 6. hely
- 1982: Nem jutott ki
- 1986: 13. hely
- 1990: 9. hely
- 1993: 10. hely
- 1995: Nem jutott ki
- 1997: 8. hely
- 1999: 11. hely
- 2001: Nem jutott ki
- 2003: Nem jutott ki
- 2005: 19. hely
- 2007: 11. hely
- 2009: Nem jutott ki
- 2011: Nem jutott ki
- 2013: 4. hely
- 2015: 4. hely
- 2017: 17. hely
- 2019: Nem jutott ki
- 2021: 15. hely
- 2023: 16. hely

### Európa-bajnokság
- 1996: 11. hely
- 1998: 5. hely
- 2006: 8. hely
- 2014: 11. hely
- 2016: 15. hely
- 2018: 14. hely
- 2020: 14. hely
- 2022: 13. hely
- 2024: 9. hely